# Квартијано (Лоди)
Квартијано је насеље у Италији у округу Лоди, региону Ломбардија.
Према процени из 2011. у насељу је живело 1389 становника. Насеље се налази на надморској висини од 87 м.